# 1 E-1 m
Za lažjo primerjavo različnih redov velikosti je na tej strani nekaj dolžin in višin od 1 decimetra do 1 metra.
- razdalje, krajše od 1 dm

- 1 dm je dolžina, enaka:
  - 3,9 palcev
  - 10 centimetrov
  - 100 milimetrov
  - stranica kvadrata površine 1 dm²
  - rob kocke površine 6 dm² in prostornine 1 dm³ (1 liter)

- razdalje, daljše od 1 metra